# بلاك لاغون
بلاك لاغون (باليابانية: ブラック・ラグーン، بالروماجي:  Burakku Ragūn) هي سلسلة مانغا يابانية من تأليف ري هيروي، نشرت في 19 أبريل عام 2002 من قبل شوغاكوكان، اقتبست إلى أنمي من قبل استوديو مادهاوس، عرض الأنمي في 8 أبريل عام 2006 حتى 24 يونيو عام 2006، وتكون من 12 حلقة، عرض الموسم الثاني من الأنمي في 2 أكتوبر عام 2006 حتى 18 ديسمبر عام 2006، وتكون من 12 حلقة. وقام استوديو مادهاوس من إنتاج 5 حلقات أوفا، عرضت في 17 يوليو عام 20 حتى 22 يونيو 2011.

## القصة
تدور أحداث القصة عن فريق من المرتزقة القراصنة المعروفين باسم بلاك لاغون، يقومون بتهريب البضائع في بحار جنوب شرق آسيا وما حولها في أوائل التسعينيات. تقع قاعدة عملياتهم في مدينة رونابور الساحلية الخيالية في جنوب شرق تايلاند بالقرب من الحدود مع كمبوديا. الجزيرة هي موطن للمافيا، والمرتزقة، واللصوص، والقتلة، والمسلحين.

## الشخصيات

### الشخصيات الرئيسية
روكورو أوكاجيما (روك) (باليابانية: 岡島緑郎، بالروماجي: Okajima Rokurō)
مؤدي الصوت: دايسكي ناميكاوا
ريفي (باليابانية: レヴィ، بالروماجي: Revi)
مؤدية الصوت: ميغومي تويوغوتشي
داتشي (باليابانية: ダッチ، بالروماجي: Datchi)
مؤدي الصوت: تسوتومو إيسوبي
بيني (باليابانية: ベニー، بالروماجي: Benī)
مؤدي الصوت: هيرواكي هيراتا

### شخصيات أخرى
بالالايكا (باليابانية: バラライカ، بالروماجي: Bararaika)
مؤدية الصوت: مامي كوياما
بوريسو (باليابانية: ボリス، بالروماجي: Borisu)
مؤدي الصوت: تايتن كوسونوكي
مستر تشانغ (باليابانية: 張維新، بالروماجي: Chan Waisan)
مؤدي الصوت: توشيوكي موريكاوا

## وصلات خارجية
- الموقع الرسمي (باليابانية)
- Black Lagoon at Sunday GX
- Funimation's Black Lagoon website

- بلاك لاغون على موقع ANN manga (الإنجليزية)